# Босуэлл-парк (Чикаго)
Босуэлл-парк (англ. Boswell Park) — общественный городской парк, расположенный по адресу 6644 Саут-Юнивёсити-авеню (англ. South University Avenue) в районе Вудлон города Чикаго, штат Иллинойс, США.

## История
Босуэлл-парк расположен в южной части района Вудлон, некогда процветавшего и ожившего с проведением Всемирной выставки 1893 года в соседнем Джексон-парке. К 1940 году Вудлон стал приходить в упадок, который продолжался до конца 1960-х годов, пока не были предприняты усилия по обновлению городов и район Мид-Саут не стал частью плана программы «Образцовые города». Примерно в то же время Молодёжная торговая палата и Центр городского развития Вудлона (англ. Woodlawn Urban Progress Center) обустроили два соседних пустыря на Юниверсити-авеню, соорудив спортивную площадку с гравийным покрытием.
Управление парками Чикаго определило участок для развития парка в 1968 году и в следующем году приобрело земельный участок в собственность на средства Министерства жилищного строительства и городского развития США. Спустя несколько лет Управление парками назвало благоустроенную территорию Чокбери-парк (англ. Chokeberry Park; букв. — «Парк черноплодной рябины») и вскоре после этого заменило площадку с гравийным покрытием на две баскетбольные площадки и одну волейбольную площадку, а также установило игровое оборудование и беседку. В 1990 году была добавлена детская площадка с мягким искусственным покрытием.
В 2004 году уполномоченный Совет окружных комиссаров (или Окружная комиссия) Управления парками переименовало парк в рамках инициативы по признанию достижений выдающихся женщин Чикаго в «Босуэлл-парк» в честь Арниты Янг Босуэлл. Арнита Босуэлл была опытным социальным работником, педагогом и активистом, борцом за гражданские права чернокожих в США.

## Описание
Рельеф парка — равнинный, высота над уровнем моря — 184 метра, площадь — 0,33 акра (0,82 гектара).
На территории огороженного парка по его краям располагаются лужайки, в центре расположена большая игровая детская площадка с качелями, горками и альпинистскими снарядами; парк представляет собой хорошее место для семейного отдыха. Также местными жителями организован выгул домашних питомцев в парке, для этого сделана небольшая дорожка по периметру парка протяжённостью около 320 метров.
Согласно спутниковым снимкам, на территории парка растут два дерева: одно на восточном краю парка, и одно в юго-западном углу.
Время работы парка — с 6:00 до 21:00 все дни недели.